# Philipp Koutny
Philipp Koutny (* 24. Mai 1983) ist ein ehemaliger Schweizer Triathlet. Er ist Schweizermeister Triathlon Mitteldistanz (2014) und Ironman-Sieger (2018). Er wird in der Bestenliste Schweizer Triathleten auf der Ironman-Distanz geführt.

## Werdegang
Bei den Schweizer Meisterschaften konnte er sich im September 2014 in Locarno den Titel auf der Mitteldistanz sichern (1,9 km Schwimmen, 90 km Radfahren und 21 km Laufen).
Im August 2015 gewann der damals 32-Jährige in Österreich auf der Mitteldistanz die Altersklasse 30–34 bei den Ironman 70.3 World Championships in Zell am See. Beim Ironman Hawaii (Ironman World Championships) wurde er Zweiter in der Altersklasse der 30- bis 34-Jährigen.
Philipp Koutny startete seit 2016 als Profi-Athlet.

### Sieger Ironman 2018
Im Juli 2018 wurde er Sechster beim Ironman Germany (Ironman European Championships).
Im August gewann der 35-Jährige Zürcher mit dem Ironman Tallinn sein erstes Ironman-Rennen (3,86 km Schwimmen, 180,2 km Radfahren und 42,2 km Laufen) und er trug sich mit seiner Siegerzeit von 8:01:18 Stunden in der Bestenliste Schweizer Triathleten auf der Ironman-Distanz auf dem zweiten Rang ein.

Er qualifizierte sich damit als vierter Schweizer Männer-Profi nach Jan van Berkel, Ruedi Wild und Ronnie Schildknecht für einen Startplatz bei den Ironman World Championships am 13. Oktober auf Hawaii und belegte als zweitbester Schweizer in 8:15:58 h den 15. Rang.
Im Oktober 2019 wurde der damals 36-Jährige hinter dem Spanier Javier Gómez Noya Zweiter beim Ironman Malaysia. Im März 2020 wurde er Vierter beim Ironman New Zealand.
Seit 2022 tritt er nicht mehr international in Erscheinung.

## Auszeichnungen
- 2019 – Schweizer Triathlet des Jahres[6]

## Sportliche Erfolge
| Datum/Jahr    | Rang | Wettbewerb                                        | Austragungsort | Zeit       | Bemerkung                                                                   |
| ------------- | ---- | ------------------------------------------------- | -------------- | ---------- | --------------------------------------------------------------------------- |
| 29. Mai 2022  | 5    | Ironman 70.3 Kraichgau                            | Kraichgau      | 03:55:32   | hinter Justus Nieschlag                                                     |
| 21. Apr. 2019 | 3    | Cannes International Triathlon                    | Cannes         |            | auf der Mitteldistanz                                                       |
| 27. Mai 2018  | 2    | Triathlon Frauenfeld                              | Frauenfeld     | 01:32:21,3 | Zweiter hinter Manuel Küng 800 m Schwimmen, 34 km Radfahren und 7 km Laufen |
| 3. Sep. 2017  | 2    | Ironman 70.3 Cascais                              | Cascais        |            | Zweiter bei der Erstaustragung                                              |
| 30. Aug. 2015 | 26   | Ironman 70.3 World Championship                   | Zell am See    | 04:10:12   | Sieger der AK 30–34 bei der Ironman 70.3 World Championship                 |
| 7. Sep. 2014  | 1    | Schweizer Triathlon-Meisterschaften Mitteldistanz | Locarno        | 03:47:21   |                                                                             |

| Datum/Jahr    | Rang | Wettbewerb                | Austragungsort    | Zeit     | Bemerkung                                               |
| ------------- | ---- | ------------------------- | ----------------- | -------- | ------------------------------------------------------- |
| 7. März 2020  | 4    | Ironman New Zealand       | Taupō             | 08:07:03 |                                                         |
| 26. Okt. 2019 | 2    | Ironman Malaysia          | Langkawi          | 08:24:19 |                                                         |
| 12. Okt. 2019 | 8    | Ironman Hawaii            | Hawaii            | 08:10:29 |                                                         |
| 26. Juni 2019 | 5    | Ironman Germany           | Frankfurt am Main | 08:24:56 | Qualifikation für die Ironman-WM auf Hawaii             |
| 13. Okt. 2018 | 15   | Ironman Hawaii            | Hawaii            | 08:15:58 | Ironman World Championships                             |
| 4. Aug. 2018  | 1    | Ironman Tallinn           | Tallinn           | 08:01:18 | persönliche Ironman-Bestzeit                            |
| 8. Juli 2018  | 6    | Ironman Germany           | Frankfurt am Main | 08:32:13 | Ironman European Championships                          |
| 3. Dez. 2017  | 12   | Ironman Western Australia | Busselton         | 08:05:08 | verkürzter Kurs als Duathlon                            |
| 23. Sep. 2017 | 8    | Ironman Italy             | Cervia            | 08:37:53 |                                                         |
| 9. Juli 2017  | 10   | Ironman Germany           | Frankfurt am Main | 08:16:43 | Ironman European Championships                          |
| 10. Okt. 2015 | 32   | Ironman Hawaii            | Hawaii            | 09:04:06 | Zweiter in der Altersklasse der 30- bis 34-Jährigen     |
| 19. Juli 2015 | 38   | Ironman Switzerland       | Zürich            | 09:41:59 |                                                         |
| 7. Juli 2013  | 196  | Ironman Germany           | Frankfurt am Main | 09:41:38 | Ironman European Championships; Rang 35 in der AG 30–34 |

(DNF – Did Not Finish)